# Präsidentschafts- und Parlamentswahl in Ghana 2016
Die Präsidentschafts- und Parlamentswahl in Ghana 2016 fand am 7. Dezember statt.

## Ergebnis

### Präsidentschaftswahl
| Kandidaten                   | Kandidaten                   | Parteien                     | Stimmen    | %    |
| ---------------------------- | ---------------------------- | ---------------------------- | ---------- | ---- |
|                              | Nana Akufo-Addo              | New Patriotic Party          | 5.755.758  | 53,7 |
|                              | John Dramani Mahama          | National Democratic Congress | 4.771.188  | 44,5 |
|                              | Paa Kwesi Nduom              | Progressive People’s Party   | 106.092    | 1,0  |
|                              | Ivor Greenstreet             | Convention People’s Party    | 25.552     | 0,2  |
|                              | Edward Mahama                | People’s National Convention | 22.298     | 0,2  |
|                              | Nana Konadu Agyeman Rawlings | National Democratic Party    | 16.935     | 0,2  |
|                              | Jacob Osei Yeboah            | unabhängig                   | 15.911     | 0,1  |
| Gesamt                       | Gesamt                       | Gesamt                       | 10.713.734 | 100  |
|                              |                              |                              |            |      |
| Ungültige Stimmen            | Ungültige Stimmen            | Ungültige Stimmen            | 167.349    | 1,5  |
| Wähler                       | Wähler                       | Wähler                       | 10.881.083 | 69,3 |
| Wahlberechtigte              | Wahlberechtigte              | Wahlberechtigte              | 15.712.499 |      |
|                              |                              |                              |            |      |
| Quelle: Electoral Commission |                              |                              |            |      |

### Parlamentswahl
| Listen                                                  | Listen                           | Stimmen    | %    | Mandate |
| ------------------------------------------------------- | -------------------------------- | ---------- | ---- | ------- |
|                                                         | New Patriotic Party              | 5.661.248  | 52,5 | 169     |
|                                                         | National Democratic Congress     | 4.560.491  | 42,3 | 106     |
|                                                         | Progressive People’s Party       | 186.741    | 1,7  | –       |
|                                                         | Convention People’s Party        | 69.346     | 0,6  | –       |
|                                                         | People’s National Convention     | 42.236     | 0,4  | –       |
|                                                         | National Democratic Party        | 19.450     | 0,2  | –       |
|                                                         | All People’s Congress            | 2.527      | 0,0  | –       |
|                                                         | Great Consolidated Popular Party | 1.368      | 0,0  | –       |
|                                                         | United Front Party               | 896        | 0,0  | –       |
|                                                         | Democratic People’s Party        | 867        | 0,0  | –       |
|                                                         | United Progressive Party         | 430        | 0,0  | –       |
|                                                         | Unabhängige                      | 241.884    | 2,2  | –       |
| Gesamt                                                  | Gesamt                           | 10.787.484 | 100  | 275     |
|                                                         |                                  |            |      |         |
| Ungültige Stimmen                                       | Ungültige Stimmen                | 111.137    | 1,0  |         |
| Wähler                                                  | Wähler                           | 10.898.621 | 69,7 |         |
| Wahlberechtigte                                         | Wahlberechtigte                  | 15.639.690 |      |         |
|                                                         |                                  |            |      |         |
| Quelle: Electoral Commission, Ergebnis nach Wahlkreisen |                                  |            |      |         |